# Prix littéraires du Gouverneur général 2018
Les finalistes aux Prix littéraires du Gouverneur général pour 2018, un des principaux prix littéraires canadiens, ont été annoncés le 3 octobre 2018. Les lauréats ont été annoncés le 30 octobre 2018.

## Liste des lauréats de langue française

### Prix du Gouverneur général: romans et nouvelles de langue française
- Karoline Georges, De synthèse
- Christophe Bernard, La Bête creuse
- Maxime Raymond Bock, Les Noyades secondaires
- Naomi Fontaine, Manikanetish
- Olivier Sylvestre, Noms fictifs

### Prix du Gouverneur général: poésie de langue française
- Michaël Trahan, La Raison des fleurs
- Daria Colonna, Ne faites pas honte à votre siècle
- Roxane Desjardins, Le Revers
- Catherine Lalonde, La Dévoration des fées
- France Théoret, Cruauté du jeu

### Prix du Gouverneur général: théâtre de langue française
- Anne-Marie Olivier, Venir au monde
- Christine Beaulieu, J'aime Hydro
- Steve Gagnon, La Montagne blanche
- Guillaume Lapierre-Desnoyers, Invisibles
- Michel Tremblay, Enfant insignifiant !

### Prix du Gouverneur général: études et essais de langue française
- Frédérick Lavoie, Avant l’après : voyages à Cuba avec George Orwell
- Pierre Anctil, Histoire des juifs du Québec
- Denys Delâge et Jean-Philippe Warren, Le Piège de la liberté : les peuples autochtones dans l’engrenage des régimes coloniaux
- Gabrielle Giasson-Dulude, Les Chants du mime : en compagnie d’Étienne Decroux
- Anne-Marie Saint-Cerny, Mégantic

### Prix du Gouverneur général: littérature jeunesse de langue française - texte
- Mario Brassard, Ferdinand F., 81 ans, chenille
- Jonathan Bécotte, Maman veut partir
- Jocelyn Boisvert, Un dernier songe avant le grand sommeil
- Camille Bouchard, 13000 ans et des poussières
- Brigitte Vaillancourt, Les Marées

### Prix du Gouverneur général: littérature jeunesse de langue française - illustration
- Marianne Dubuc, Le Chemin de la montagne
- Marianne Ferrer et India Desjardins, Une histoire de cancer qui finit bien
- Gabriella Gendreau et Nahid Kazemi, Les Mots d'Eunice
- Jacques Goldstyn, Jules et Jim : frères d'armes
- Nicole Testa et Annie Boulanger, Lili Macaroni : je suis comme je suis !

### Prix du Gouverneur général: traduction de l'anglais vers le français
- Lori Saint-Martin et Paul Gagné, Le Monde selon Barney (Mordecai Richler, Barney's Version)
- Éric Fontaine, Sweetland (Alexandre Trudeau, Sweetland)
- Daniel Grenier et William S. Messier, De l’utilité de l’ennui : textes de balle (Andrew Forbes, The Utility of Boredom: Baseball Essays)
- Laurence Gough, Naissances (Kate Cayley, How You Were Born)
- Catherine Leroux, Le Saint Patron des merveilles (Mark Frutkin, Fabrizio's Return)

## Liste des lauréats de langue anglaise

### Prix du Gouverneur général: romans et nouvelles de langue anglaise
- Sarah Henstra, The Red Word
- Paige Cooper, Solitude
- Rawi Hage, Beirut Hellfire Society (La Société du feu de l'enfer)
- Miriam Toews, Women Talking (Ce Qu’elles disent)[3].
- Joshua Whitehead, Jonny Appleseed

### Prix du Gouverneur général: poésie de langue anglaise
- Cecily Nicholson, Wayside Sang
- Billy-Ray Belcourt, This Wound Is a World
- Dionne Brand, The Blue Clerk
- Joshua Mensch, Because: A Lyric Memoir
- Jason Stefanik, Night Became Years

### Prix du Gouverneur général: théâtre de langue anglaise
- Jordan Tannahill, Botticelli in the Fire & Sunday in Sodom
- Keith Barker, This Is How We Got Here
- Anna Chatterton, Evalyn Parry et Karin Randoja, Gertrude and Alice
- Anosh Irani, The Men in White
- Erin Shields, Paradise Lost

### Prix du Gouverneur général: études et essais de langue anglaise
- Darrel J. McLeod, Mamaskatch: A Cree Coming of Age (Mamaskatch, une initiation crie)
- Carys Cragg, Dead Reckoning: How I Came To Meet the Man Who Murdered My Father
- Aida Edemariam, The Wife’s Tale: A Personal History
- Terese Marie Mailhot, Heart Berries
- Abu Bakr al Rabeeah et Winnie Yeung, Homes: A Refugee Story

### Prix du Gouverneur général: littérature jeunesse de langue anglaise - texte
- Jonathan Auxier, Sweep: The Story of a Girl and Her Monster
- Christopher Paul Curtis, The Journey of Little Charlie
- Janice Lynn Mather, Learning to Breathe
- Lindsay Mattick et Josh Greenhut, Winnie's Great War
- Heather Smith, Ebb & Flow

### Prix du Gouverneur général: littérature jeunesse de langue anglaise - illustration
- Jillian Tamaki, They Say Blue
- The Fan Brothers, Ocean Meets Sky
- Shauntay Grant et Eva Campbell, Africville
- Wab Kinew et Joe Morse, Go Show the World: A Celebration of Indigenous Heroes
- Werner Zimmermann, At the Pound

### Prix du Gouverneur général: traduction du français vers l'anglais
- Phyllis Aronoff et Howard Scott, Descent Into Night (Edem Awumey, Explication de la nuit)
- Vivian Felsen, Jacob Isaac Segal: A Montreal Yiddish Poet and His Milieu (Pierre Anctil, Jacob-Isaac Segal (1896-1954) : un poète yiddish de Montréal et son milieu)
- Aleshia Jensen, Explosions: Michael Bay and the Pyrotechnics of the Imagination (Mathieu Poulin, Des explosions)
- Peter McCambridge, Songs for the Cold of Heart (Éric Dupont, La Fiancée américaine)
- Rhonda Mullins, Little Beast (Julie Demers, Barbe)